# یواس‌اس ریمیلک (اس‌پی-۱۵۷)
یواس‌اس ریمیلک (اس‌پی-۱۵۷) (به انگلیسی: USS Remlik (SP-157)) یک کشتی بود که طول آن ۲۰۰ فوت (۶۱ متر) بود. این کشتی در سال ۱۹۰۳ ساخته شد.